# Korózs Lajos
Korózs Lajos (Eger, 1958. szeptember 7. –) magyar szociológus, politikus, 1994–2010, majd 2014–2022 között a MSZP országgyűlési képviselője, a Magyar Országgyűlés Népjóléti Bizottságának volt elnöke, 2022 októberétől az MSZP alelnöke.

## Tanulmányai
Általános iskolai tanulmányait Andornaktályán végezte, majd 1976-ban az egri 2. Sz. Ipari Szakmunkásképző Intézetben szerszámkészítő képesítést szerzett. 1984-ben érettségizett a Gárdonyi Géza Gimnáziumban. 1988-tól 1990-ig a Politikai Főiskola hallgatója volt. Ezt követően 1994-ben Budapesten, az Eötvös Loránd Tudományegyetem Szociológiai Intézetében szerezte diplomáját.

## Kutatási tevékenység
- Taxisblokád kutatás – GIRCEAU (Párizs) kutatásvezető: Dr. Hegedűs Zsuzsa
- Iskolai konfliktuskutatás – GIRCEAU kutatásvezető: Dr. Hegedűs Zsuzsa
- Városi létminimum számítások 1993-96. Békéscsaba, Eger, Pécs, Tatabánya, Ajka, Kiskőrös, Kazincbarcika
- Energiaár változásának hatása a háztartások költségvetésére 1997.
- Társadalmi minimum számítások foglalkozási ágazatonként 2001-2002.
- 1992-től a Magyar Szociológiai Társaság és a Politikatudományi Társaság tagja.

## Politikai pályafutása
Politikai pályafutását a KISZ-ben kezdte. 1973 és 1988 között előbb iskolai, majd munkahelyi szervezőtitkár volt. A KISZ Heves Megyei Bizottságának munkatársa volt 1982 és 1998 között. 1989-ben belépett az MSZMP-be. 
Az MSZP tagjaként 1991 és 1994 között, majd 1995-től ismét a párt Eger városi szervezetének elnöke, a Heves megyei szövetségi tanács elnökségi és 1992-től az országos választmány tagja. 1994 és 2010 országgyűlési képviselő (1994: Heves 1. vk., Eger, 1998, 2002: Heves megyei lista, Heves 6. vk.). 2004 októberétől 2006 júniusáig az Ifjúsági Családügyi Szociális és Esélyegyenlőségi Minisztérium politikai államtitkára volt. 2004 októberétől 2010 májusáig az Idősügyi Tanács titkára. 2006. június - 2008. május: Az Országgyűlésben az Ifjúsági, Családügyi és Szociális Bizottság elnöke volt. 2008 májusától 2010. májusig A Szociális és Munkaügyi Minisztérium államtitkára. 2010-től tagja a Magyar Szocialista Párt Országos Elnökségének. Pártjának szociálpolitikai szakpolitikusa, szakterületei a szociális kérdések, az esélyegyenlőség, valamint az idősügy és a nyugdíjjal kapcsolatos kérdések.
A 2014-es országgyűlési választáson az MSZP, az Együtt-PM, a Demokratikus Koalíció és a Liberálisok közös képviselőjelöltjeként indult. Hevesi megye 3. sz. országgyűlési egyéni választókerületben a szavazatok 21,9%-át szerezte meg, ezzel a harmadik lett, de a közös ellenzéki listán bejutott az Országgyűlésbe.
2014 novemberében közveszéllyel fenyegetés bűncselekményének gyanújával büntetőfeljelentést tettek ellene, mert korábban az Országgyűlés magánnyugdíjpénztárakkal kapcsolatos vitájában ezt mondta: „Ez a 60 ezer ember a legelszántabb, [Banai Péter] államtitkár úr, ha visszamegy a minisztériumba, szóljon Varga [Mihály nemzetgazdasági] miniszter úrnak, hogy kezdjen el pakolni. Ez a 60 ezer ember fel fogja gyújtani a minisztériumot.”
A Magyar Nemzet 2020-as írásából arra lehet következtetni, hogy az ügy még folyamatban van.
2018-ban ismét országos listáról jutott a parlamentbe.
A 2021-es magyarországi ellenzéki előválasztáson az MSZP Hatvanban, a Heves megyei 3. sz. országgyűlési egyéni választókerületben indította, amit megnyert,  de a 2022-es magyarországi országgyűlési választáson veszített, így nem jutott be a parlamentbe.
2022 októberétől az MSZP alelnöke. 

## Családja
Édesapja, Korózs Lajos (1934) katolikus falusi értelmiségi családból származik, szakmunkásképzőt végzett, bányász, technológus, majd rendész. Édesanyja, Kövesdi Katalin (1936) horvátországi középbirtokos család gyermeke, a II. világháborúban költöztek Újvidékre, majd onnan Magyarországra.
Édesanyja révén Mészáros Lázár, az első felelős magyar kormány hadügyminiszterének leszármazottja.
Heves vármegye déli részén, Sarudon lakik feleségével.